# Bembidion denveranum
Bembidion denveranum är en skalbaggsart som beskrevs av Thomas Casey. Bembidion denveranum ingår i släktet Bembidion och familjen jordlöpare. Inga underarter finns listade i Catalogue of Life.